# Козья вошь
Козья вошь (Linognathus stenopsis  (лат.)) — вид вшей из семейства Linognathidae. Паразитирует на домашних козах и овцах.

## Распространение
Космополитический вид — вместе с домашными животными распространился по всему миру.

## Характеристика
Длина самца составляет 2,0 мм, самки — 2,9 мм. Насекомые сильно уплощены дорсовентрально. Самка откладывает яйца, которые называются гнидами, которые прикрепляются к основанию волоса специальным «цементом». Индивидуальное развитие длится около 14 дней после вылупления из яйца. Паразитирует на волосистой коже, преимущественно на брюшной стенке, голове, шее и у основания хвоста. Если заражение сильно, оно может распространяться на все тело.